# Zolotarewskya
Zolotarewskya is een geslacht van vliesvleugeligen uit de familie Pteromalidae. De wetenschappelijke naam van dit geslacht is voor het eerst geldig gepubliceerd in 1955 door Risbec.

## Soorten
Het geslacht Zolotarewskya omvat de volgende soorten:
- Zolotarewskya indica (Mani & Kaul, 1973)
- Zolotarewskya longicostalia Yang, 1996
- Zolotarewskya lyra (Girault, 1919)
- Zolotarewskya robusta Yang, 1996
- Zolotarewskya seyrigi Risbec, 1955
- Zolotarewskya shakespearei (Girault, 1926)
- Zolotarewskya spinifera (Hedqvist, 1967)
- Zolotarewskya unnotipennis (Girault, 1915)